# Compound
Compound 是以太坊区块链上的一个基于算法的自动利率系统。Compound是世界上最大的去中心化金融协议，有着超过五亿美金数字资产锁仓及九亿美金资产可供使用。